# Арройо Годинес, Хосе Мигель
Хосе Мигель Арройо Годинес (исп. José Miguel Arroyo Godínez; род. 29 апреля 2006) — мексиканский футболист, полузащитник клуба «Толука».

## Клубная карьера
Арройо — воспитанник клуба «Толука».

## Международная карьера
В 2023 году в составе юношеской сборной Мексики Арройо выиграл юношеском Кубке КОНКАКАФ в Гватемале. На турнире он сыграл в матчах против сборных Кюрасао, Гватемалы, Никарагуа, Сальвадора, США и дважды Панамы. В поединке против кюрасаосцев Хосе забил гол.

## Достижения
Международные
 Мексика (до 17)
- Победитель Юношеского кубка КОНКАКАФ — 2023